# جهالود
جهالود (به انگلیسی: Jhalod) یک منطقهٔ مسکونی در هند است که در Jhalod Taluka واقع شده‌است.